# AIK Fotbolls historia 1928–1932
AIK Fotbolls historia 1928-1932 innefattar bland annat AIK:s första allsvenska guld vilket samtidigt var AIK:s sjunde SM-guld. Även ett visst tänkande om en större arena i Stockholmsområdet startade under perioden.

## AIK på framåtmarsch och första allsvenska seriesegern
Att AIK säsongen 1928/1929 var på framåtmarsch är helt fel, men kanske startade allt när laget gjorde det omöjliga denna säsong. När det återstod sju omgångar av Allsvenskan hade AIK fem poäng upp till nedflyttningsstrecket. Pressen talade om att AIK sjönk som en sten ner till divisionen under, även AIK:s spelare började tänka i dessa banor - i stort sett alla hade räknat ur AIK från den högsta serien i fotboll. Men AIK gjorde det "omöjliga", man spurtade under våren och tog elva poäng på fem matcher, (fyra vinster och en oavgjord). Denna prestation är en av de mest remarkabla inom svensk fotboll på 1900-talet.
1928 hängde AIK:s existens på en skör tråd - klubben bestod endast av en handfull aktiva och ledare. Årsmöten hade man inte haft på flera år och ingen styrelse fungerade. Torsten Tegnér ställde sig då i spetsen för att revolutionera klubben och gjorde så att Ulrich Salchow, tiofaldig världsmästare i konståkning, valdes till ordförande. Tidpunkten för det verkliga hotet var dock när AIK låg så pyrt till i Allsvenskan. Som tur var lyckades man klara sig kvar, och därför existerar man fortfarande.
Allsvenskan vanns för första gången av ett icke-göteborgslag, nämligen Hälsingborgs IF som slutade före Örgryte IS. IFK Göteborg kom trea och GAIS femma. Det tidigare anonyma IK Sleipner lyckades komma på en fjärdeplats, mellan de två göteborgslagen.
Allsvenskan 1929/1930 blev mycket lyckligare för AIK och klubbens framåtmarsch började. AIK har sällan börjat så bra, då man vann det öppnande dubbelmötet mot Stattena IF med 11-0 totalt (5-0 och 6-0). Matchen efter var mot Hälsingborg. Stämningen mellan de båda klubbarna var nästintill hatisk, då en spelare i Hälsingborg gått över till AIK, vilket var unikt för tiden. Spelaren var Axel "Massa" Alfredsson, och fick utstå (och svara på) en massa glåpord. Han blev även utvisad, och tillsammans med två stycken spelarskador på AIK:s spelare var AIK rejält decimerat (dessa år fick man inte byta in ersättare). Det decimerade AIK förlorade med hela 5-0 mot skånelaget.
Efter förlusten fortsätter AIK med sitt vägvinnande och publikfriande spel, och hade ett par publiksiffror över 15 000 och i november skulle det bli ett revanschmöte mot Hälsingborg. Pressen kallade detta "alla tiders match på stadion". Det blev ett överfullt stadion, flera tusen var tvungna att vända hemåt. AIK fullständigt krossade Hälsingborg med 5-1 och det markerade slutet på AIK:s bästa allsvenska höstsäsong dittills. Våren skulle bjuda på en likadana publiksiffror, men med uteblivna poäng, så AIK slutade bara på en femteplats denna säsong. Hälsingborgs IF vann återigen och dominerade numera svensk fotboll, och låg steget före göteborgslagen - som tappade mark (IFK Göteborg tvåa, GAIS fyra och Örgryte sexa).
Fotbollsallsvenskan 1930/1931 blev en succé för AIK:s del - man slutade till slut på en andraplats. Inför säsongen blev AIK:s rykte förbättrat och man sågs nu som en av de stora lagen av "storserien". Starten 1930/1931 blev också mycket bra, man inledde med tre raka segrar. Noterbart är att i premiärmatchen mot IF Elfsborg ledde AIK med 3-1 då Elfsborg fick tre stycken straffar i slutminuterna - och brände två stycken! Den andra november mötte man IFK Malmö, som ansågs ha seriens bästa försvar. AIK gjorde så att uppfattningen ändrades drastiskt och vann med hela 9-0 över det "stabila försvarslaget". Det var ytterligare ett år med mycket publik, inte en hemmamatch med mindre än tiotusen i publik. Även denna säsong var matchen mot Hälsingborg årets stora höjdpunkt och även denna gång krossade man laget med 5-1.
I näst sista matchen mot IFK Göteborg hände en märklig sak. När domaren blåste av matchen ledde göteborgarna med 2-1. Men AIK-spelarna lyckades övertyga domaren om att det återstod tre minuter av matchen. Man kunde då kvittera till 2-2. Detta avgjorde till AIK:s fördel i den slutgiltiga tabellen, då AIK och Göteborg slutade på samma poäng, men AIK hade bättre målkvot och kom därmed tvåa, sex poäng efter GAIS.
Fotbollsallsvenskan 1931/1932 blev guldkantad då AIK vann Allsvenskan för första gången i historien! Man tog därmed sitt sjunde SM-guld. AIK hade säsongen innan visat guldtakter, men vissa poängförluster gjorde så att GAIS vann. Men man tog sin revansch 1931/1932. AIK:s serieseger detta år var aldrig i fara, och guldet säkrades i näst sista omgången då AIK spelade oavgjort mot Malmö FF. Pära Kaufeldt fick äntligen kröna sin AIK-karriär med ett guld, och även detta år strömmade publiken till AIK:s hemmamatcher på Stockholms Stadion. 18000 åskådare i snitt till en arena som vid absolut max tar 20000 är imponerande. På grund av att många tusen ofta fick vända hemåt gjorde så att man började tänka på en större arena för AIK att spela på.

## Tabeller
1928/1929 - Allsvenskan
|    |                 | S  | V  | O | F  | GM | IM | MS  | P  |
| -- | --------------- | -- | -- | - | -- | -- | -- | --- | -- |
| 1  | Hälsingborgs IF | 22 | 16 | 3 | 3  | 89 | 35 | +54 | 35 |
| 2  | Örgryte IS      | 22 | 15 | 3 | 4  | 72 | 42 | +30 | 33 |
| 3  | IFK Göteborg    | 22 | 14 | 4 | 4  | 56 | 34 | +22 | 32 |
| 4  | IK Sleipner     | 22 | 11 | 3 | 8  | 54 | 49 | +5  | 25 |
| 5  | GAIS            | 22 | 9  | 4 | 9  | 47 | 43 | +4  | 22 |
| 6  | IF Elfsborg     | 22 | 8  | 3 | 11 | 41 | 54 | -13 | 19 |
| 7  | Landskrona BoIS | 22 | 8  | 2 | 12 | 37 | 47 | -10 | 18 |
| 8  | IFK Malmö       | 22 | 8  | 2 | 12 | 32 | 47 | -15 | 18 |
| 9  | AIK             | 22 | 7  | 3 | 12 | 47 | 55 | -8  | 17 |
| 10 | IFK Norrköping  | 22 | 4  | 8 | 10 | 25 | 33 | -8  | 16 |
| 11 | IFK Eskilstuna  | 22 | 7  | 2 | 13 | 41 | 74 | -33 | 16 |
| 12 | Westermalms IF  | 22 | 5  | 3 | 14 | 34 | 62 | -28 | 13 |

1929/1930 - Allsvenskan
|    |                 | S  | V  | O | F  | GM | IM | MS  | P  |
| -- | --------------- | -- | -- | - | -- | -- | -- | --- | -- |
| 1  | Hälsingborgs IF | 22 | 13 | 5 | 4  | 78 | 33 | +45 | 31 |
| 2  | IFK Göteborg    | 22 | 12 | 6 | 4  | 67 | 28 | +39 | 30 |
| 3  | IK Sleipner     | 22 | 12 | 5 | 5  | 48 | 37 | +11 | 29 |
| 4  | GAIS            | 22 | 11 | 6 | 5  | 46 | 31 | +15 | 28 |
| 5  | AIK             | 22 | 10 | 6 | 6  | 52 | 35 | +17 | 26 |
| 6  | Örgryte IS      | 22 | 12 | 2 | 8  | 59 | 43 | +16 | 26 |
| 7  | Landskrona BoIS | 22 | 8  | 4 | 10 | 54 | 56 | -2  | 20 |
| 8  | IF Elfsborg     | 22 | 8  | 4 | 10 | 45 | 49 | -4  | 20 |
| 9  | Sandvikens IF   | 22 | 8  | 1 | 13 | 39 | 56 | -17 | 17 |
| 10 | IFK Malmö       | 22 | 6  | 4 | 12 | 37 | 59 | -22 | 16 |
| 11 | IFK Norrköping  | 22 | 5  | 2 | 15 | 32 | 77 | -45 | 12 |
| 12 | Stattena IF     | 22 | 3  | 3 | 16 | 28 | 81 | -53 | 9  |

1930/1931 - Allsvenskan
|    |                 | S  | V  | O | F  | GM | IM | MS  | P  |
| -- | --------------- | -- | -- | - | -- | -- | -- | --- | -- |
| 1  | GAIS            | 22 | 16 | 4 | 2  | 70 | 34 | +36 | 36 |
| 2  | AIK             | 22 | 12 | 6 | 4  | 67 | 41 | +26 | 30 |
| 3  | IFK Göteborg    | 22 | 13 | 4 | 5  | 45 | 31 | +14 | 30 |
| 4  | Hälsingborgs IF | 22 | 12 | 2 | 8  | 55 | 43 | +12 | 26 |
| 5  | Landskrona BoIS | 22 | 11 | 1 | 10 | 47 | 49 | -2  | 23 |
| 6  | IFK Malmö       | 22 | 9  | 4 | 9  | 42 | 55 | -13 | 22 |
| 7  | Örgryte IS      | 22 | 8  | 5 | 9  | 45 | 46 | -1  | 21 |
| 8  | IK Sleipner     | 22 | 7  | 3 | 12 | 53 | 54 | -1  | 17 |
| 9  | IFK Eskilstuna  | 22 | 6  | 3 | 13 | 45 | 58 | -13 | 15 |
| 10 | IF Elfsborg     | 22 | 6  | 3 | 13 | 39 | 59 | -20 | 15 |
| 11 | Redbergslids IK | 22 | 5  | 5 | 12 | 35 | 60 | -25 | 15 |
| 12 | Sandvikens IF   | 22 | 6  | 2 | 14 | 39 | 52 | -13 | 14 |

1931/1932 - Allsvenskan
|    |                   | S  | V  | O | F  | GM | IM | MS  | P  |
| -- | ----------------- | -- | -- | - | -- | -- | -- | --- | -- |
| 1  | AIK               | 22 | 12 | 9 | 1  | 58 | 33 | +25 | 33 |
| 2  | Örgryte IS        | 22 | 13 | 5 | 4  | 67 | 37 | +30 | 31 |
| 3  | GAIS              | 22 | 11 | 8 | 3  | 45 | 29 | +16 | 30 |
| 4  | IFK Göteborg      | 22 | 11 | 4 | 7  | 47 | 34 | +13 | 26 |
| 5  | IFK Eskilstuna    | 22 | 9  | 5 | 8  | 50 | 44 | +6  | 23 |
| 6  | IK Sleipner       | 22 | 8  | 6 | 8  | 41 | 35 | +6  | 23 |
| 7  | IF Elfsborg       | 22 | 8  | 6 | 8  | 38 | 35 | +3  | 23 |
| 8  | Hälsingborgs IF   | 22 | 9  | 3 | 10 | 45 | 44 | +1  | 21 |
| 9  | Malmö FF          | 22 | 6  | 4 | 12 | 48 | 68 | -20 | 16 |
| 10 | Landskrona BoIS   | 22 | 4  | 8 | 10 | 35 | 58 | -23 | 16 |
| 11 | IFK Malmö         | 22 | 4  | 6 | 12 | 32 | 55 | -23 | 14 |
| 12 | Hallstahammars SK | 22 | 2  | 6 | 14 | 29 | 63 | -34 | 10 |